# Xanthopimpla walshae
Xanthopimpla walshae är en stekelart som beskrevs av Henry Keith Townes, Jr. och Chiu 1970. Xanthopimpla walshae ingår i släktet Xanthopimpla och familjen brokparasitsteklar. Utöver nominatformen finns också underarten X. w. cincta.